# Contea di Coweta
La contea di Coweta, in inglese Coweta County, è una contea dello Stato della Georgia, negli Stati Uniti. La popolazione al censimento del 2010 era di 127 317 abitanti. Il capoluogo di contea è Newnan.

## Centri abitati
- Grantville - city
- Haralson - town
- Moreland - town
- Newnan - city
- Palmetto - city[1]
- Senoia - city
- Sharpsburg - town
- Turin - town
- Corinth - unincorporated community
- East Newnan - census-designated place
- Sargent - unincorporated community

## Cultura di massa
Il film Uno sceriffo extraterrestre... poco extra e molto terrestre con Bud Spencer del 1979 è ambientato nella contea di Coweta.